# Kozarevac
Kozarevac falu Horvátországban Kapronca-Kőrös megyében. Közigazgatásilag Gorbonokhoz tartozik.

## Fekvése
Szentgyörgyvártól 13 km-re délkeletre, községközpontjától 6 km-re délnyugatra a Bilo-hegység északi lejtőin fekszik. Veseli brijeg nevű szőlőhegyén minőségi borokat termelnek.

## Története
Kozarevac lakóinak első ismert összeírása 1733-ból származik. Ekkor 43 ház és 185 lakos volt a településen. Kozarevac egyúttal plébánia is, mely 1789-ben kezdett kiválni a gorbonoki plébániából. A teljes önállóvá válás 1819-ben történt. A plébániához akkor Grabrovnica, Suha Katalena, Mala Črešnjevica, Ribnjačka és Bedenička falvak tartoztak. A mai plébániatemplomot 1909-ben építették a régi templom alapjain.1921-ben az akkori zágrábi segédpüspök szentelte fel.
A falunak 1857-ben 419, 1910-ben 924 lakosa volt. A falu Trianonig Belovár-Kőrös vármegye Szentgyörgyi járásához tartozott. Önkéntes tűzoltóegyletét 1930-ban alapították. 2001-ben a falunak 599 lakosa volt.

## Nevezetességei
Xavéri Szent Ferenc tiszteletére szentelt plébániatemploma 1909-ben épült. 

## Külső hivatkozások
- Hivatalos oldal
- Az alapiskola honlapja